# Rajd Wisły 1974
24. Rajd Wisły – 24. edycja Rajdu Wisły. Był to rajd samochodowy rozgrywany od 17 do 19 maja 1974 roku. Była to czwarta runda Rajdowych Samochodowych Mistrzostw Polski w roku 1974. Rajd składał się z czternastu odcinków specjalnych, trzech próby szybkości górskiej (jedna z nich została odwołana). Został rozegrany na nawierzchni asfaltowej. Zwycięzcą rajdu został Błażej Krupa.

## Wyniki końcowe rajdu[1][2]
| Miejsce | Kierowca             | Pilot                        | Samochód                          | Czas      | Strata  | Grupa Klasa |
| ------- | -------------------- | ---------------------------- | --------------------------------- | --------- | ------- | ----------- |
| 1       | Błażej Krupa         | Jerzy Landsberg              | Renault 12 Gordini                | 56:14.6   | -       | II/7-8      |
| 2       | Andrzej Jaroszewicz  | Janusz Wojtyna               | Polski Fiat 125p 1800 Akropolis   | 57:58.6   | +1:44.0 | II/8        |
| 3       | Lelio Lattari        | Marek Szramowski             | Alfa Romeo 2000 GTV               | 59:21.8   | +3:07.2 | I/9-13      |
| 4       | Jerzy Bachtin        | Małgorzata Kujawińska-Łasisz | Polski Fiat 125p 1600 Monte Carlo | 1:00:17.2 | +4:02.6 | II/7-8      |
| 5       | Henryk Mandera       | Jerzy Sobczyk                | Wartburg 353                      | 1:01:36.4 | +5:21.8 | II/5-6      |
| 6       | Tomasz Ciecierzyński | Piotr Mystkowski             | Polski Fiat 125p 1500             | 1:02:32.0 | +6:17.4 | I/8         |
|         |                      |                              |                                   |           |         |             |
| ?       | Krystian Bielowski   | Jerzy Kordas                 | Polski Fiat 125p 1300             | 1:03:20,8 |         | I/7         |
|         |                      |                              |                                   |           |         |             |
| 10      | Jerzy Kobyliński     | Daniel Frenkler              | Polski Fiat 125p 1500             | 1:04:35.8 | +8:21.2 | I/8         |